# Thomas Baier (Philologe)

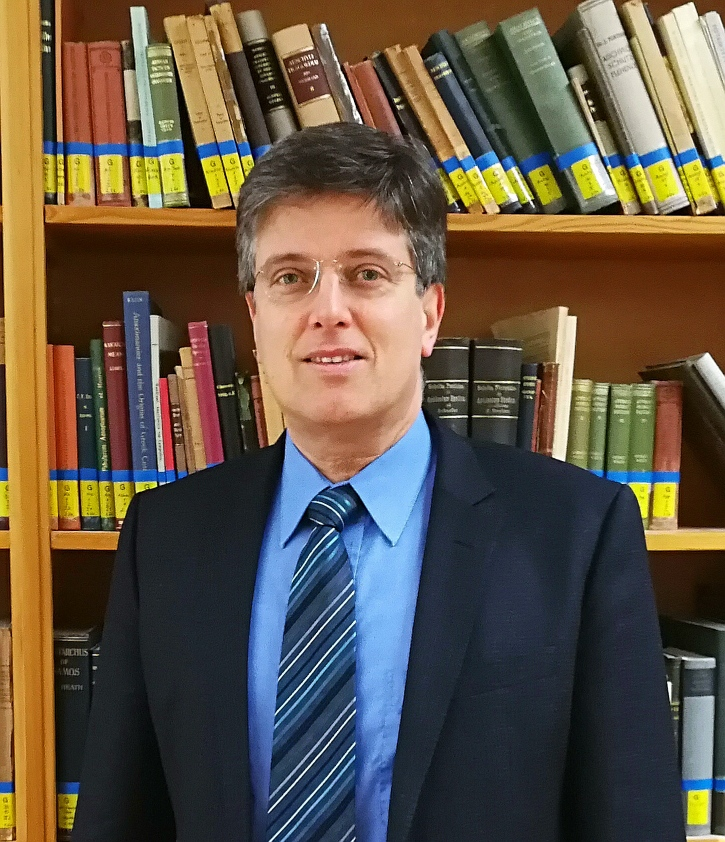
Thomas Baier (2020)

Thomas Baier (* 1967 in Gernsbach) ist ein deutscher Altphilologe.

## Leben
Nach dem Abitur 1986 und dem Wehrdienst begann er 1987 als Stipendiat der Studienstiftung des Deutschen Volkes ein Studium der Fächer Latein, Griechisch, Geschichte und Lateinische Philologie des Mittelalters an den Universitäten Freiburg, München, Pittsburgh (1991, Marshall Fellowship for Classics) und Rom (1991/1992, Borsa del ministero italiano degli affari esteri). 1993 erreichte er in Freiburg das Erste Staatsexamen für Latein und Geschichte, 1994 für Griechisch. Er wurde Wissenschaftlicher Assistent in Freiburg und dort 1995 mit der Dissertation Werk und Wirkung Varros im Spiegel seiner Zeitgenossen promoviert. Von 1998 bis 1999 erhielt er ein Habilitationsstipendium der Deutschen Forschungsgemeinschaft für einen Forschungsaufenthalt in Paris. Außerdem war er 1998 und 2000 im Rahmen eines Dozentenaustausches am Istituto di Filologia classica der Universität Palermo tätig. Nach der Habilitation (1999) vertrat er von 2001 bis 2002 den Lehrstuhl für Lateinische Philologie an der Universität Leipzig. Im September 2002 folgte er einem Ruf an die Universität Bamberg als ordentlicher Professor. Einen 2003 ergangenen Ruf an die Universität Wien lehnte er ab. 2004 und 2016 war er Gastprofessor an der École normale supérieure (Paris). Zum Wintersemester 2008/2009 folgte er einem Ruf an die Universität Würzburg auf den Lehrstuhl für Klassische Philologie II (Schwerpunkt Latinistik). Seit 2021 ist er Dekan der Philosophischen Fakultät der JMU Würzburg.

## Forschung
Zu Baiers Forschungsschwerpunkten im Bereich der Antike zählen Epos und Drama, insbesondere die Funktion von Götterapparaten in der antiken Literatur. Im Bereich des Neulateins hat Baier zusammen mit Joachim Hamm und Ulrich Schlegelmilch von 2017 bis 2019 eine Datenbank erstellt, die sämtliche Werke von Joachim Camerarius dem Älteren unter dem Titel Opera Camerarii verzeichnet. Das von 2021 bis 2024 geförderte DFG-Nachfolgeprojekt Camerarius digital erschließt das umfangreiche griechisch-lateinische Werk desselben Autors als durchsuchbaren Volltext und interpretiert es nach Fachgebieten in einem Sachlexikon unter dem Titel CamLex. Im Rahmen des von 2022 bis 2025 von der DFG geförderten Projekts Narragonia Latina (zusammen mit Joachim Hamm) entstehen Hybrideditionen der lateinischen Übersetzungen von Sebastian Brants satirischem Bildbuch Das Narrenschiff nebst einer kommentierten Online-Datenbank. Baier ist Mitherausgeber der Reihen Edition Antike und NeoLatina sowie der Würzburger Jahrbücher für die Altertumswissenschaft.

## Veröffentlichungen (Auswahl)

### Monographien
- Werk und Wirkung Varros im Spiegel seiner Zeitgenossen. Von Cicero bis Ovid (Hermes-E. 73), phil. Diss., Stuttgart 1997, ISBN 3-515-07022-2.
- Valerius Flaccus. Argonautica Buch VI. Einleitung und Kommentar (Zetemata 112), München 2001, ISBN 3 406 48764 5.
- Geschichte der römischen Literatur, München 2010, ISBN 978 3 406 56246 4.

### Herausgeberschaften
- Th. Baier / F. Schimann (edd.), Fabrica. Studien zur antiken Literatur und ihrer Rezeption (BzA 90), Stuttgart 1997, ISBN 3-519-07639-X.
- Th. Baier (ed.), Studien zu Plautus’ Amphitruo (ScriptOralia 116, Altertumswissenschaftliche Reihe 27), Tübingen 1999, ISBN 3-8233-5426-4.
- Th. Baier (ed.), Pontano und Catull (NeoLatina 4), Tübingen 2003, ISBN 3-8233-5794-8.
- Th. Baier (ed.), Studien zu Plautus’ Poenulus (ScriptOralia 127, Altertumswissenschaftliche Reihe 34), Tübingen 2004, ISBN 3-8233-6063-9.
- Th. Baier (ed.), Generationenkonflikte auf der Bühne: Perspektiven im antiken und mittelalterlichen Drama (Drama: Neue Serie 3), Tübingen 2007, ISBN 978-3-8233-6268-5.
- Th. Baier / M. Amerise (edd.): Die Legitimation der Einzelherrschaft im Kontext der Generationenthematik (Beiträge zur Altertumskunde 251), Berlin / New York 2008, ISBN 978-3-11-020362-2.
- Th. Baier (ed.), Götter und menschliche Willensfreiheit. Von Lucan bis Silius Italicus (Zetemata 142), München 2012, ISBN 978-3-406-62559-6.
- Thomas Baier / Jochen Schultheiß (edd.), Würzburger Humanismus (NeoLatina 23), Tübingen 2015, ISBN 978-3-8233-6898-4.
- Th. Baier / T. Dänzer / F. Stürner (edd.), Angelo Poliziano. Dichter und Gelehrter (NeoLatina 24), Tübingen 2015, ISBN 978-3-8233-6977-6.
- Th. Baier (ed.), Camerarius Polyhistor. Wissensvermittlung im deutschen Humanismus (NeoLatina 27), Tübingen 2017, ISBN 978-3-8233-8109-9.
- Th. Baier (ed.), Der Neue Georges, Darmstadt 2019, ISBN 978-3-534-27146-7.
- Th. Baier / T. Dänzer (edd.), Plautus in der Frühen Neuzeit (NeoLatina 34), Tübingen 2020, ISBN 978-3-8233-8323-9.
- Th. Baier / B. Burrichter / J. Griesbach (Hgg.), Honigsinnige Lieder. Epische Dichtung von den Anfängen bis in die Moderne, Würzburg 2024, ISBN 978-3-8260-8892-6.